# スティックチャート

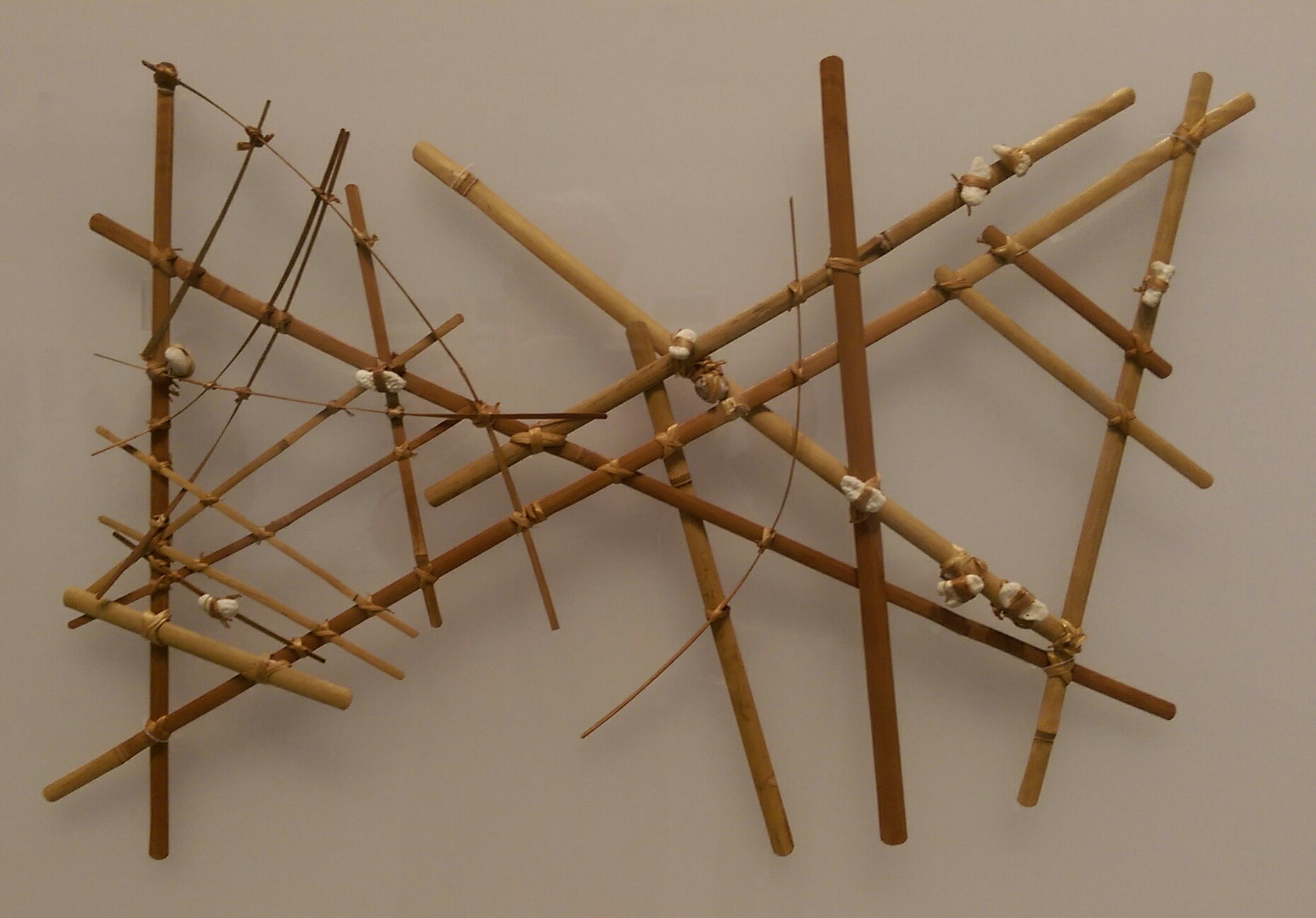
マーシャル諸島のスティックチャート木、センニット繊維と貝で作られている。

スティックチャート（Marshall Islands stick chart）は、ミクロネシアのマーシャル人が太平洋を航海するために作成した海図の一種である。海図には海のうねりと島の位置関係が記されている。
うねりは島にぶつかることによって変化するので、この乱れを感知することで位置を特定する。
現在ではより便利な電子技術の発達とカヌーの利用低迷によって日常的に用いられることはない。

## 種類
大きく分けて3つに分けられる。
マダン
東西のうねりが島にあたって変化する現象をあらわした、もっとも基本的な海図。貝が島の位置を、曲がったヒゴがうねりを示す。
メトー
マーシャル諸島の一部の島々の位置関係と、航海で出会ううねりの特徴を示した海図。
レペリブ
マーシャル諸島のすべての島々の位置関係を示したもの。航海に必要な時間を基準としているので現代の海図とは各島の距離が異なる。